# Універсальність Фейгенбаума
Універсальність Фейгенбаума — ефект в теорії біфуркацій, який полягає в тому, що певні числові характеристики каскаду біфуркацій подвоєння періодів у однопараметричному сімействі унімодальних відображень при переході від регулярної поведінки до хаотичної виявляються не залежними від вибору конкретного сімейства (і, тим самим, є універсальними константами). Такими характеристиками виявляються, зокрема, межа відносин сусідніх відрізків параметрів між двома біфуркації подвоєння періоду (названий постійної Фейгенбаума δ) і хаусдорфова розмірність атрактора в кінцевій точці каскаду.
Ефект був відкритий в чисельних експериментах М. Фейгенбаумом і одночасно і незалежно П. Кулле і Ч. Трессером; як Фейгенбаум, так і Кулле і Трессер запропонували пояснення цього ефекту через опис поведінки оператора ренормалізаціі. Обґрунтування такої поведінки в разі унімодальних відображень було спочатку отримано в (строгій, але з опорою на проведені за допомогою комп'ютера викладки) роботі О. Ленфорда.